# コング帝国
コング帝国（コングていこく、英語：Kong Empire）とは、現在のコートジボワール北東部を中心にブルキナファソまでも含んでいた、植民地時代前のイスラム教国家である。創始者セク・ワッタラ（Seku Wattara）に因みワッタラ帝国（Wattara Empire / Ouattara Empire）とも呼ばれ、衰退しつつあったマリ帝国からのジュラ族の移民らによって1710年に成立した。
コングはその地域全体の交易路を保護する商家によるつながりに基づいた、大部分が分権化された商業帝国を確立した。コングの街は1800年代にイスラーム的学術および商業の重要な拠点として栄えたが、1898年にワスルー帝国のサモリ・トゥーレによる襲撃を受けて全焼した。都市は再建されたもののコング帝国は消滅し、その地域はフランス領西アフリカの一部として組み込まれた。

## 前史
コング周辺地域は元来、グル語群を話す農耕民族ら（主にセヌフォ族やティエフォ族）によって開拓された。16世紀初頭、マンデ族の有力な分派であったジュラ族がマリ帝国からその地域に移住し、ベゴ（Bego）の都市を建設した。移民の大多数はムスリムであった一方、セヌフォ族やティエフォ族は主にアニミズム信仰であった。ベゴはある時点で破壊され、ジュラ族はコングの都市へと移動した。その地は主にゴンジャ族やダゴンバ族をはじめとする多くの地域的勢力にとって、拡大や襲撃、戦争の拠点となった。この文脈において、一連の外来民族や様々な商家（主に戦争に従事した多くの傭兵や奴隷を擁する商人）がコングで発達した。
史料によると、1700年代初頭にセク・ワッタラ（SekouまたSekoueとして記されることもある）がその地域の多数のジュラ族の部隊を統合することで、コングの重要な指導者であったラシリ・グバンベレ（Lasiri Gbambele）を退陣させ殺害した。セクはこの統合された権力を利用してコングの政治を支配し、同地域に大きな勢力圏を形成したが、セヌフォ族は彼らの中心地であるコロゴを建設した。
口承には詳細があるが、コング帝国の成立に関する議論は多岐にわたる。セクは、当時のコングよりも大きく9キロの地点にある街テネガラ（Tenegala）から来た、という一般的な伝承がある。1709年までのセクはテネガラ最大の富豪であり、商家を利用してゴンジャ族指導者のブナ攻撃を支援し、彼の会社や火器のために奴隷を大幅に提供した。ラシリ・グバンベレはセクの父方の叔父にしてコングの強力な指導者であったが、セクの母となる女性を巡って彼の父とラシリの間の確執から大きな不和が存在していた。この口承によれば、1710年にラシリはその権力を利用してコングのイスラム教を抑圧し、土着のニヤ教（Nya cult）を信奉していた。ラシリがコングのウラマーをコングから追放し、セクが彼の軍隊を他のジュラ指導者の軍隊と合同してコングを攻撃した際に転機が生じ、ラシリはセクに敗れ処刑された。

## セク・ワッタラ
コング帝国は1710年ごろから1740年までの間、セクによって統治された。コングでの支配を確立した後、セクと彼に協力する指導者らの軍は交易路を重視してその地域全体の街や居留地を占拠した。セク統治期の軍は、北はヴォルタ川の支流ブラック・ヴォルタ川周辺地域を、南はバウレ族を支配下に治めた。南方でのコング帝国軍は、ギャアマン国の支配をめぐり勢力を伸ばしていたアシャンティ王国と衝突し、大規模な一連の戦闘を引き起こした結果、アシャンティによるギャアマン支配という形に終わったが、コング帝国の権利も認められた。安定した支配を確立するため、セクは12人の息子をその地域の至る場所にある重要な居留地の首長に任命した。
セクが1735年に死去すると帝国は大混乱に陥った。彼の息子ケレ・モリ（Kere-Mori）は継承権を主張したが、セクの兄弟であるファマガ（Famaga）はそれを認めず、北方の居留地の大部分を支配下に入れてボボ・ジュラソ（ボボ・ディウラッソ）の外にて統治した。ケレ・モリ軍とファマガ軍は内部ではかなりの対立関係にあったが、対外的には協力していた。これは1730年の、ニジェール川へ向かうブラック・ヴォルタ川北方遠征において最も重要であった。1739年11月には、連合軍はソファラ (マリ)の交易所を含む多くの主要都市を占領した。連合軍はバマナ帝国のビトン・クリバリの部隊に押し返される前に、ニジェール川沿岸の重要都市ジェンネ・ジェノにまで到達した。

## 地方分権化

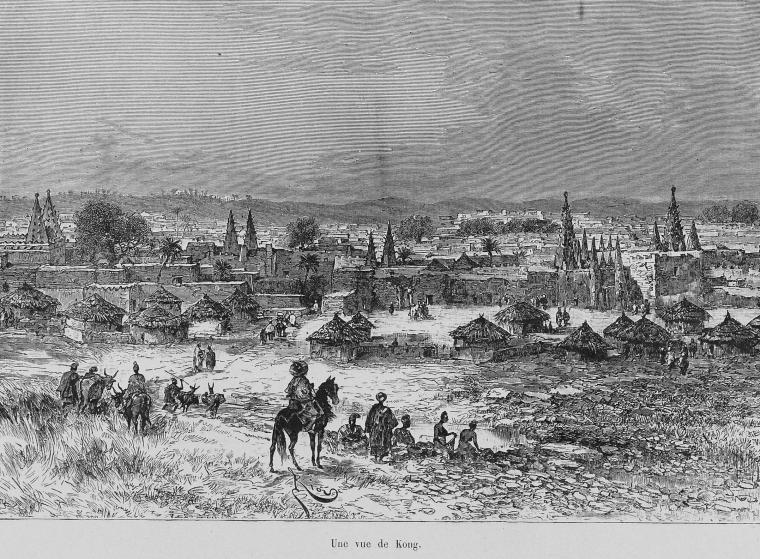
泥を焼いて造られた伝統的な建物が並ぶコング

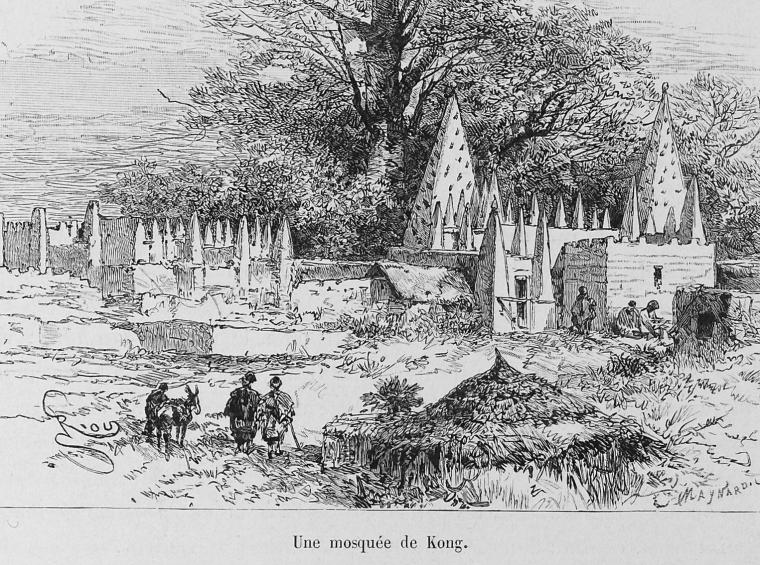
コングにあったモスク

1740年ごろからコングが破壊される1898年までの帝国は、コングの都市を中核とした政治的に分権化された国家となった。セクの下で帝国を共に維持していた同盟関係は大部分が消滅し、コング帝国は主に連結された居留地や、コングに位置する商人階級の異なるメンバーによって支配された開拓地を通じてまとめ上げられた。コングが地域の商業やイスラム学の中心地となったのはこの時代のことであった。
コング帝国の組織にとって重要なことは、多くの政治的側面を指揮した商人階級の存在にあった。商人が管理した貿易にとってという点のみでなく、各商家が奴隷戦士によって保護された重視なルートに沿って一連の主要な交易拠点を確立したために、彼らの存在には大きな意義があったのである。このようにしてこれらの企業は交易路を保護し、商人の指揮により主に引き起こされた襲撃や組織的戦闘を可能にした。その中でも特に重要であったのが、セクとファマガの一族につながる2つの商家であった。自らの系譜をセクと結びつけた首領らはこの関係を示すため、時としてワッタラと称した。
これらの重要なルートが統制されたため、コングは金とコーラナッツ両方の取引拠点となった。これは諸都市の重要性および民間商人の軍隊が著しく成長する能力を高めた。
コングはウラマーや研究者の数が非常に多く、帝国全土でモスクが定期的に建設されたことで名を馳せた。しかしイスラム教に対する重要性は、権力の座にある上流階級の国家運営には影響を与えなかった。彼らはイスラム教からの正統性に由来せずにシャリーアも施行しておらず、フラニのジハードをはじめとする西アフリカのジハード諸国とは根本的に異なっていた。重要な点は、帝国にて創出された戦士階級であるソナンギ（the sonangi）はイスラム教を信奉しておらず、時代が進むにつれアニミズム信仰を実践する別々の共同体に主に住んだことである。アイルランドの言語学者キーンは1907年に、「また、想定されていたようにコングは狂信的ムスリムの温床でもない。しかしそれとは反対に、コングはその宗教的無関心によって、あるいはいかなる場合にも、その寛容な精神と、周囲の先住民族すべての宗教的見解に対する賢明な敬意によって、際立っている場所だと言ってもよい」と記している。
マンデ族の商人と都市住民、およびセヌフォ族の農民との間では、民族関係が大きく分裂したままであった。支配者層が民族的に同質な集団を作り出そうとする企図はほとんどなかったため、これらの民族集団は主に互いに、そして他の移民集団とともに存続していた。
政治的には分権化されていたものの、コング帝国はその領土の支配権を強く主張し続けており、1840年にはロビ族の土地からの金の取引を制限的に統制した。

## 衰退と崩壊

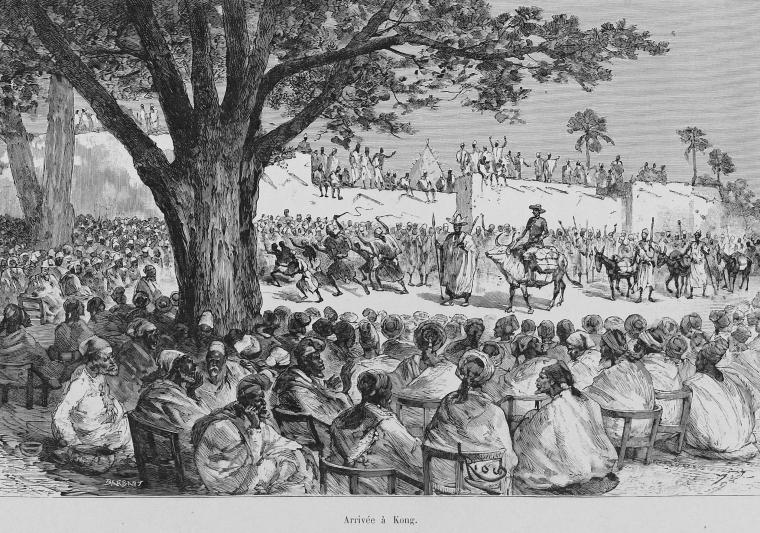
コングに到着したバンジェ

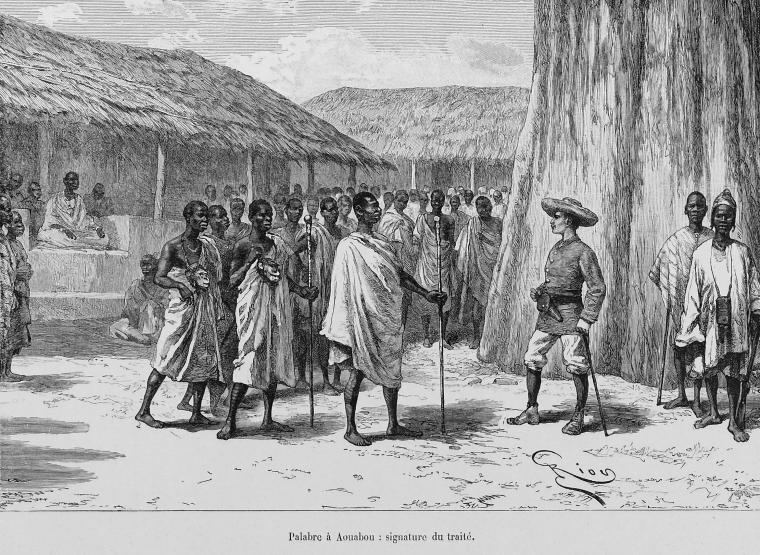
協定に調印するバンジェ

1800年代後半には、コングの支配力と貿易統制力は著しく低下した。商業やイスラーム的学術の面におけるその都市の重要性は変わらなかったが、その独立性と勢力圏は減少した。
1880年代になると、かねてよりアフリカ内陸部への進出を目指していたフランスがコナクリを拠点に植民地獲得を活発化させ、1888年2月20日には、フランス領スーダンを発ったルイ＝ギュスターヴ・バンジェがコングに来訪し、フランス領西アフリカの一部としてその地域を統治する旨の諸協定を現地の首長らと結んだ。これらの協定によってコングは、フランスとワスルー帝国間のマンディンゴ戦争における前線として、サモリ・トゥーレによる重要な攻撃目標となった。1893年にはバンジェを初代総督とするコートジボワール植民地が成立したが、依然としてトゥーレによる抗戦が続くなかの1897年、ついに彼がコング最後の軍を打ち破ってコングの街を焼き払い、セク王家は北へ逃れた。
王族の生存者はブラック・ヴォルタ地域に避難して領土を分割し、それらはフランス人に「コングの国（Les Etats de Kong）」と呼ばれた。これらの諸王国はフランスの植民地行政との関連性を失う前に、短期間存続した。コングの都市はフランス人によって再建されたものの約3,000人の住民が戻ったのみであり、著しく衰退していった。